# Cryphia murina
Cryphia murina är en fjärilsart som beskrevs av Charles Oberthür. Cryphia murina ingår i släktet Cryphia och familjen nattflyn. Inga underarter finns listade i Catalogue of Life.